# Joliet (Illinois)
Joliet és una ciutat i seu del Comtat de Will a l'estat d'Illinois dels Estats Units d'Amèrica. És la localitat on nasqué l'escriptor Charles Bowden.

## Demografia
Segons el cens del 2008 Joliet tenia 152.812 habitants. Segons el cens del 2000 tenia 106.221 habitants, 36.182 habitatges, i 25.399 famílies. La densitat de població era de 1.077,6 habitants/km².
Dels 36.182 habitatges en un 38,8% hi vivien nens de menys de 18 anys, en un 51,9% hi vivien parelles casades, en un 13,3% dones solteres, i en un 29,8% no eren unitats familiars. En el 24,7% dels habitatges hi vivien persones soles el 10% de les quals corresponia a persones de 65 anys o més que vivien soles. El nombre mitjà de persones vivint en cada habitatge era de 2,81 i el nombre mitjà de persones que vivien en cada família era de 3,39.
Per edats la població es repartia de la següent manera: un 29,5% tenia menys de 18 anys, un 10,1% entre 18 i 24, un 33,1% entre 25 i 44, un 16,3% de 45 a 60 i un 11% 65 anys o més.
L'edat mediana era de 31 anys. Per cada 100 dones de 18 o més anys hi havia 95,3 homes.
La renda mediana per habitatge era de 47.761 $ i la renda mediana per família de 55.870 $. Els homes tenien una renda mediana de 41.909 $ mentre que les dones 29.100 $. La renda per capita de la població era de 19.390 $. Aproximadament el 7,7% de les famílies i el 10,8% de la població estaven per davall del llindar de pobresa.

## Poblacions properes
El següent diagrama mostra les poblacions més properes.